# 리디머 (재건 시대)

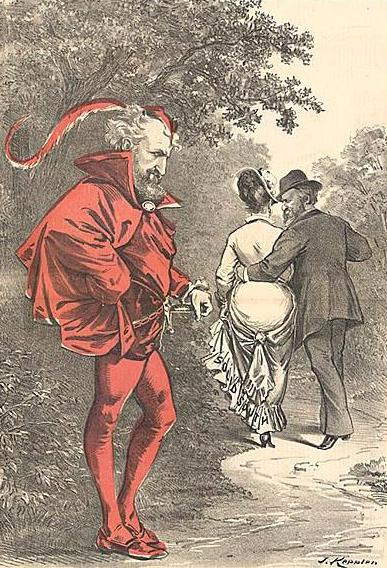

리디머(Redeemers)는 미국의 재건 시대에 해방된 흑인 노예와 카펫배거(남부로 이주한 북부 사람) 및 스캘러왜그(재건 정책을 지지한 남부 백인)의 연합에 의한 공화당 급진파를 제거하기 위해 미국 남부에서 형성된 정치적 제휴이다. 민주당에서 보수적인 사업을 장려하는 파벌인 부르봉 민주당 남부의 일파였다.

## 개요
‘속죄’의 과정인 1868년에서 1877년 타협까지, 리디머는 스캘러왜그를 공격하여 주 및 지방 정부에서 주도권을 회복했다. 그들의 계획은 부패가 진정한 공화국의 원리를 침해하고 있다고 생각하고, 공화당 급진파의 체제를 반대하는 데 중점을 두었다. 높은 세율과 엄청난 국가 부채를 비난했다. 리디머가 힘을 얻자, 모두 정부의 지출을 떨어뜨리고, 국회 회기를 단축하고, 정치인의 급여를 낮추고, 철도 및 회사에 대한 공적 지원을 하면서, 공교육에 대한 지원도 줄였다.
타협 후에 흑인으로부터 투표권을 빼앗는 과정은 점진적이었다. 흑인은 1880년대 들어서도 상당수의 사람이 투표를 계속하였고, 흑인 하원 의원은 수가 줄어든 1890년대를 골라 계속했다. 재건 후에 시대에 하원 의원을 지낸 마지막 남부 흑인인 조지 헨리 화이트는 1901년 은퇴하였고, 하원은 백인만이 선출되었다. 1890년대 리디머와 부르봉 민주당은 농민의 반란이라는 최대의 시련을 맞이했다. 이때 남부를 지배했던 그들은 농민 동맹, 금은 복본위제의 영향과 새롭게 만들어진 인민당에 위협을 받게 되었다. 그 결과로 윌리엄 제닝스 브라이언은 부르봉을 깨고 전국의 민주당을 장악하게 되었다.

### 종교적 차원
‘속죄’(redeem의 명사형 Redemption)라는 말은 기독교 신학으로부터 온 말이다. 역사가 대니얼 W. 스토웰은 남부 백인이 그들이 원했던 정치적 변이, 즉 ‘재건의 종말’을 전용한 표현으로 결론지었다. 이 말은 많은 백인 유권자를 하나로 묶어 주는 힘을 가져왔고, 남부 사회에서 그 죄를 정화하고 공화당의 정치 지도자를 제거하려는 노력을 포함했다. 또한 남북 전쟁 이전의 상태로 복귀하는 것보다, 새로운 남부 사회의 탄생을 나타내는 의미도 있었다. 역사가 게인즈 M. 포스터는 노예 제도의 소멸로부터 온 태도 변화를 나타내는 말로 연결함으로써 어떻게 남부가 바이블 벨트로 불리게 되었는 지를 설명하고 있다. 남부 백인은 노예 제도에 관한 연방 정부의 간섭과 선입견에서 해방되었기 때문에, 남부 백인은 도덕 규범을 정당화하시키는 국가적 십자군이 된 북부인들에게 합류한 것이다. 있는 자에게는 ‘도덕적 보루’처럼 보이게 하여, H. L. 멘켄이 그 말을 만들어 냈던 훨씬 전에 개신교가 많은 남부는 바이블 벨트를 형성하고 있었다.

## 같이 보기
- 짐크로 법